# Mattyasovszky Zsolnay Tibor (jogász)
Mattyasovszky Zsolnay Tibor (Pécs, 1918. március 8. – Toronto, 2018. október 25.) jogász, könyvelő, a Zsolnay család tagja.

## Életútja
Apja Mattyasovszky Zsolnay Tibor (1882–1968) gyáros, anyja Nádosy Margit voltak. Állam- és jogtudományi diplomát szerzett, majd a II. világháborúban egy lovas század vezetőjeként harcolt, ahol kitüntetést is szerzett. 1947. októberéig Örményországban volt szovjet hadifogságban.
A hadifogságból történő hazatérte után a Zsolnay gyárban helyezkedett el, ahol annak államosításáig, 1948-ig dolgozott. Ezt követően kivándorolt az országból Párizsba, majd 1951-ben Montréalban telepedett le, ahol könyvelői képesítést szerzett. 1981-ben Torontóba költöztek.
A kanadai állampolgárságot 1959-ben kapta meg.
1958-ban kötött házasságot Jeszenszky Eszterrel (Budapest, 1923. július 10. – Toronto, 2018. február). Három gyermekük született: Tamás, György, István.
Mattyasovszky Zsolnay Tibor aktívan segítette a Zsolnay Negyedben kialakításra került Zsolnay Család– és Gyártörténeti kiállítás előkészületeit.
2018 októberében hunyt el, búcsúztatása és temetése 2018. november 17-én volt a Toronto Necropolis kápolnában és temetőben.